# سیارک ۸۰۳۶
سیارک ۸۰۳۶ (به انگلیسی: 8036 Maehara، نامگذاری:1992UG4) هشت هزار و سی و ششمین سیارک کشف شده‌است که در ۲۶ اکتبر ۱۹۹۲ کشف شد.
قدر مطلق سیارک برابر ۱۲٫۰۰ است.